# Eichwalde
Eichwalde è un comune di 6 490 abitanti del Brandeburgo, in Germania, che si affaccia sul lago di Zeuthen.

Appartiene al circondario di Dahme-Spreewald.

## Società

### Evoluzione demografica
- Sviluppo della popolazione dal 1875 entro gli attuali confini (Linea Blu: Popolazione; Linea puntata: Confronto dello sviluppo della popolazione dello stato del Brandenburgo; Sfondo grigio: Ai tempi del governo nazista; Sfondo rosso: Al tempo del governo comunista)
- Sviluppo recente della popolazione (Linea blu) e previsioni

| Anno | Abitanti |
| ---- | -------- |
| 1875 | 54       |
| 1890 | 28       |
| 1910 | 1 565    |
| 1925 | 3 069    |
| 1933 | 4 815    |
| 1939 | 6 318    |
| 1946 | 5 847    |
| 1950 | 6 493    |
| 1964 | 6 352    |
| 1971 | 6 377    |
| 1981 | 5 962    |

| Anno | Abitanti |
| ---- | -------- |
| 1985 | 5 705    |
| 1989 | 5 218    |
| 1990 | 5 141    |
| 1991 | 5 030    |
| 1992 | 4 942    |
| 1993 | 4 860    |
| 1994 | 4 864    |
| 1995 | 4 887    |
| 1996 | 4 972    |
| 1997 | 5 277    |

| Anno | Abitanti |
| ---- | -------- |
| 1998 | 5 551    |
| 1999 | 5 720    |
| 2000 | 5 737    |
| 2001 | 5 749    |
| 2002 | 5 823    |
| 2003 | 5 837    |
| 2004 | 5 976    |
| 2005 | 6 002    |
| 2006 | 6 078    |
| 2007 | 6 073    |

| Anno | Abitanti |
| ---- | -------- |
| 2008 | 6 114    |
| 2009 | 6 113    |
| 2010 | 6 205    |
| 2011 | 6 252    |
| 2012 | 6 305    |
| 2013 | 6 359    |
| 2014 | 6 421    |
| 2015 | 6 426    |
| 2016 | 6 490    |
| 2017 | 6 449    |

| Anno | Abitanti |
| ---- | -------- |
| 2018 | 6 468    |
| 2019 | 6 420    |
| 2020 | 6 452    |

Fonti dei dati sono nel dettaglio nelle Wikimedia Commons..

## Gemellaggi
- Ośno Lubuskie
- Herrsching am Ammersee